# هیروگلیف

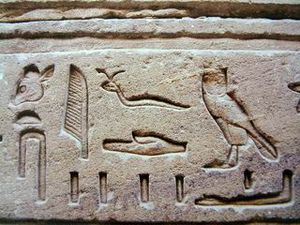
هیروگلیف‌های نوعیِ دوره یونانی-رومی

هیروگلیف (به یونانی: ἱερογλύφος)‏ یا نوشته هیروگلیفی ممکن است به هر یک از این موارد گفته شود:
- هیروگلیف مصری باستان
- هیروگلیف پیوسته (به انگلیسی: Cursive hieroglyphs)
- خط دنگبا (به انگلیسی: Dongba script)
- به‌طور کلی تر، به هر یک از حروف هر سامانهٔ نوشتاری واژه‌نگارانه (logographic)‏[۲] یا تا حدی واژه‌نگارانه
- هیروگلیف کرتی
- هیروگلیف آناتولی‌ای
- لووی هیروگلیفی (به انگلیسی: Hieroglyphic Luwian)
- هیروگلیف مایایی
- هیروگلیف اولمک (به انگلیسی: Olmec hieroglyphs)
- خط‌نوشتهٔ هیروگلیفی میئْکماق(به انگلیسی: Mi'kmaq hieroglyphic writing)
- هر یک از حروف چینی

## خاستگاه
هیروگلیف به حروفی گفته می‌شود که با کشیدن تصویرهایی از جانوران و اشیاءپدید آمده باشند.
به نظر می‌رسد، حروفی که نسبتاً قدیمی هستند از سومر یا ایلام در میان‌رودان سرچشمه گرفته باشند. این هیروگلیف‌ها که در ابتدا برای ثبت حساب فراورده‌های کشاورزی و صنایع دستی به کار می‌رفتند، بعدها به تولد حروف خط‌سان و میخی که به‌طور گسترده توسط سومریان، بابلی‌ها، آشوری‌ها و بعدتر پارسیان به کار گرفته شد، انجامیدند.
ولی مصری‌ها به‌طور جداگانه، حدود ۳۰۰۰ سال پیش از میلاد مسیح، بکارگیری نوع دیگری از هیروگلیف را، که امروزه آن را هیروگلیف مصری می‌خوانند، آغاز کردند. خط هیروگلیف مصری در مدتی بیش از ۳۰۰۰ سال زبان نوشتار مصریها بوده‌است و کنده‌کاران و صنعتگران آن را در دیوار آرامگاه‌ها، ستون‌ها، تندیس‌ها، مهرها و… به کار می‌برده‌اند.